# The Lamb Lies Down on Broadway
| Recensione | Giudizio       |
| ---------- | -------------- |
| AllMusic   |                |
| Ondarock   | Pietra miliare |

The Lamb Lies Down on Broadway è il sesto album in studio del gruppo musicale britannico Genesis, pubblicato il 22 novembre 1974 dalla Charisma Records.
Si tratta del primo album doppio del gruppo, nonché unica opera rock da loro realizzata. È anche l'ultimo lavoro della band con Peter Gabriel alla voce.

## Composizione e registrazione
I Genesis composero e arrangiarono gran parte dell'album nel luglio del 1974 presso la Headley Grange, una villa nell'East Hampshire già nota per aver ospitato le registrazioni di due album dei Led Zeppelin. L'album fu poi registrato in Galles, presso il Glaspant Manor a Capel Iwan, nel Carmarthenshire, tra agosto e ottobre del 1974, utilizzando uno studio mobile.
Durante i missaggi, che si svolsero agli Island Studios di Londra, il gruppo chiese a Brian Eno che stava lavorando al piano di sopra di filtrare alcune tracce di voce e di chitarra attraverso un sintetizzatore EMS VCS3; in cambio del favore, Phil Collins suonò gratuitamente la batteria sul brano Mother Whale Eyeless del secondo album di Eno Taking Tiger Mountain (by Strategy). Il contributo di Eno fu accreditato in copertina con il termine Enossification.

## Brani
I diversi brani che compongono l'intero album sono finalizzati a descrivere un racconto ideato e scritto da Peter Gabriel e riportato per intero all'interno della copertina. Gabriel è anche autore di tutti i testi delle canzoni tranne uno: The Light Dies Down on Broadway, scritto invece da Mike Rutherford e Tony Banks.
Il protagonista del racconto è Rael il cui nome deriva dal cognome "Gabriel", oltre a essere l'anagramma di real («reale»). È lo stesso Gabriel, nel prologo al racconto, a suggerire a modo suo ai lettori che sta usando il personaggio come proprio alter ego dietro cui rifugiarsi «[...] se la storia non sta in piedi».
Il racconto incomincia a New York nel 1974. Rael, giovane portoricano fuoriuscito dal riformatorio di Pontiac, sbuca da un sottopassaggio pedonale di Manhattan sul cui muro ha appena lasciato la propria tag con la vernice spray, forse l'unico modo che conosce di affermare e fissare nel tempo la propria personalità. Attraversando Broadway, il protagonista si imbatte dapprima in un agnello sdraiato fra i vapori dei riscaldamenti sotterranei, quindi in una densa nebbia che, solidificandosi come un muro di fronte a lui, gli si avvicina fino a travolgerlo: da quel momento, Rael è trasportato in un'altra dimensione spazio-temporale, quasi interamente ambientata sottoterra, nella quale affronterà una serie di avventure e di incontri con i più vari personaggi, che vanno dal mitologico (Lilith, le lamie) al grottesco (gli slippermen), oltre a imbattersi ripetutamente nel fratello John. Proprio per salvare la vita di John, al culmine della storia Rael rinuncerà a tornare nella sua Manhattan, magicamente riapparsa oltre una finestra nella roccia, per gettarsi fra le rapide di un fiume. Subito dopo il salvataggio tuttavia Rael si accorge sgomento che John ha assunto le sue stesse sembianze, rivelandosi di fatto una proiezione del suo io; immediatamente dopo i "due Rael" scompaiono in una misteriosa foschia purpurea assieme a tutta la scena e alla storia stessa.
Come Gabriel ha affermato in ripetute interviste, il racconto non è che un artificio per dar forma a temi che riguardano la sua interiorità, come il rapporto col sesso (Counting Out Time, The Lamia, The Colony of Slippermen), con la paura (In the Cage) o con la morte (Anyway, Here Comes the Supernatural Anaesthetist), il tutto non senza ironia: nel brano conclusivo it, sorta di "morale della favola" il cui testo gioca interamente sull'uso impersonale del pronome neutro inglese, l'autore sembra mettere in guardia l'ascoltatore da interpretazioni troppo serie di tutta la storia: «se pensi [che ciò] sia pretenzioso, sei stato preso in giro» e chiude l'intera opera ripetendo il verso: it's only knock and know-all, but I like it, che storpia il titolo di un celebre brano dei Rolling Stones, It's Only Rock 'n Roll (But I Like It), sostituendo rock and roll con knock and know-all (traducibile pressappoco: «criticare e [fare il] saccente su tutto»).
Coincidenza curiosa fra la trama e la storia dei Genesis, nel brano The Colony of Slippermen l'unico verso dell'intero album in cui l'alter ego di Rael/Gabriel, il fratello John, parla in prima persona (now can't you see / when the raven flies it's jeopardy...) è cantato da Phil Collins, che nel 1976 avrebbe sostituito Gabriel come frontman del gruppo.

## Pubblicazione e promozione

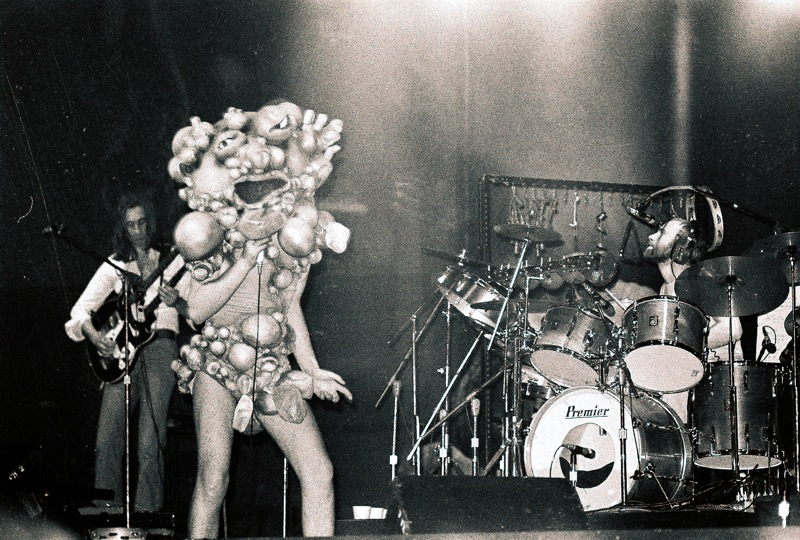
Peter Gabriel con indosso il costume dello Slipperman durante un concerto del The Lamb Lies Down on Broadway Tour (1974)

La band aveva originariamente pensato di distribuire il nuovo lavoro in due singoli album pubblicati separatamente con sei mesi di distanza. Gabriel riteneva che questa idea fosse più adatta, poiché gli avrebbe dato più tempo per poter lavorare sui testi. Tuttavia The Lamb Lies Down on Broadway venne alla fine pubblicato come doppio album il 22 novembre 1974, in coincidenza con l'inizio del tour. Dall'album furono estratti due singoli: Counting Out Time e The Carpet Crawlers.
L'album fu eseguito dal vivo per 102 volte, nel corso di una tournée mondiale iniziata il 20 novembre 1974 a Chicago e terminata il 22 maggio 1975 a Besançon, Francia. Il tour aveva un impianto scenico piuttosto complesso per l'epoca: su tre schermi posti dietro al gruppo erano proiettate in sincrono con la musica 1 450 diapositive, contenute in 18 cassette, tramite otto proiettori;
Lo spettacolo si divideva in due parti: nella prima Peter Gabriel si presentava come Rael, nella seconda cominciava ad assumere le stravaganti sembianze dei personaggi di cui cantava (come The Lamia e lo Slipperman). In chiusura, prima del brano it, veniva utilizzato un manichino-clone di Gabriel il cui volto era un calco dal vivo del viso del cantante, per creare l'illusione che vi fossero due Gabriel ai due lati opposti del palcoscenico.

## Accoglienza
A causa della sua maggiore complessità, l'album ricevette inizialmente un riscontro di critica e pubblico più freddo rispetto al precedente Selling England by the Pound. Il successo delle rappresentazioni live che accompagnarono il disco durante il tour, in cui la teatralità ed i travestimenti di Gabriel toccarono l'apice della propria fama, misero in ombra il resto del gruppo. Ciò accentuò i malumori all'interno dei Genesis, portando all'inevitabile uscita di Gabriel dal gruppo, già preannunciata ai compagni al termine delle registrazioni dell'album. In anni seguenti si parlò di un film ispirato all'album con Gabriel protagonista (se ne interessò fra gli altri il regista surrealista cileno Alejandro Jodorowsky), ma il progetto non fu mai realizzato.
Nella sua recensione retrospettiva per AllMusic, Stephen Thomas Erlewine ha descritto la musica dell'album «un duro e fantasioso lavoro che mette in risalto la formazione originale dei Genesis al proprio culmine [...] e non c'è da meravigliarsi che Peter Gabriel abbia dovuto lasciare la band dopo questo disco: avevano raggiunto il massimo di quello che potevano fare insieme, ed era impossibile replicare il risultato di questo straordinario album.» Il portale Ondarock lo ha invece definito «il lavoro di un gruppo ormai da tempo completamente maturo che con esso pose una tappa fondamentale in quel particolare genere trasversale che è l'opera rock, una pietra miliare soprattutto per quanto riguarda le rappresentazioni live di questo tipo da parte di quella che probabilmente era l’unica band che all'epoca poteva permetterselo, grazie al particolare modo di proporsi in scena.» Nel giugno del 2015 la rivista Rolling Stone ha collocato l'album alla nona posizione dei 50 migliori album progressive di tutti i tempi.

## Tracce
Testi di Peter Gabriel eccetto dove indicato, musiche dei Genesis.
Disco 1
Lato A
1. The Lamb Lies Down on Broadway – 4:50
2. Fly on a Windshield – 2:44
3. Broadway Melody of 1974 – 2:13
4. Cuckoo Cocoon – 2:12
5. In the Cage – 8:13
6. The Grand Parade of Lifeless Packaging – 2:45

Lato B
1. Back in N.Y.C. – 5:43
2. Hairless Heart (strumentale) – 2:13
3. Counting Out Time – 3:40
4. The Carpet Crawlers – 5:15
5. The Chamber of 32 Doors – 5:41

Disco 2
Lato C
1. Lilywhite Lilith – 2:42
2. The Waiting Room (strumentale) – 5:25
3. Anyway – 3:08
4. Here Comes the Supernatural Anaesthetist – 3:00
5. The Lamia – 6:56
6. Silent Sorrow in Empty Boats (strumentale) – 3:07

Lato D
1. The Colony of Slippermen (The Arrival / A Visit to the Doktor / The Raven) – 8:14
2. Ravine (strumentale) – 2:04
3. The Light Dies Down on Broadway – 3:33 (testo: Tony Banks, Mike Rutherford)
4. Riding the Scree – 3:56
5. In the Rapids – 2:24
6. it – 4:17

## Formazione
Gruppo
- Peter Gabriel – voce, flauto
- Steve Hackett – chitarra
- Mike Rutherford – basso, chitarra a 12 corde
- Tony Banks – tastiera
- Phil Collins – batteria, percussioni, vibrafono, cori, armonie vocali, seconda voce in The Colony of Slippermen

Altri musicisti
- Brian Eno – "enossification" (effetti sulla voce) in In the Cage e The Grand Parade of Lifeless Packaging[23]

## Classifiche
| Classifica (1974/75) | Posizione massima |
| -------------------- | ----------------- |
| Canada               | 15                |
| Italia               | 14                |
| Nuova Zelanda        | 34                |
| Regno Unito          | 10                |
| Stati Uniti          | 41                |